# Miagao
Miagao est une municipalité de la province d'Iloilo, aux Philippines.
En 2020, la localité compte 68 115 habitants.